# Пропранолол
Пропранолол (анаприлин) — лекарственное средство, неселективный β-адреноблокатор. Антагонист 5-HT1A-рецепторов.
Препарат используется для лечения высокого кровяного давления, ряда видов нерегулярных сердечных сокращений, тиреотоксикоза, капиллярных гемангиом, тревожности при работе и эссенциальных треморов. Также используется для предотвращения мигрени и дальнейших проблем с сердцем у людей со стенокардией или перенесенными ранее сердечными приступами. Принимается перорально или через инъекцию. Формула, принимающаяся перорально, представлена в коротких и длительных версиях. Пропранолол появляется в крови через 30 минут и имеет максимальный эффект от 60 до 90 минут при приеме внутрь.
Общие побочные эффекты включают тошноту, боль в животе и запоры. Он не должен использоваться у тех, у кого сердечный ритм уже замедлен, и у большинства людей с сердечной недостаточностью. Быстрая остановка приема лекарств у пациентов с ишемической болезнью сердца может усугубить симптомы. Это может ухудшить симптомы астмы. Осторожно рекомендуется при заболеваниях печени или почек. Пропранолол может оказывать негативное воздействие на ребёнка, если его принимать во время беременности. Его использование во время грудного вскармливания, вероятно, безопасно, но следует следить за побочными эффектами у ребёнка. Это неселективный бета-блокатор, который блокирует β-адренергические рецепторы.
Пропранолол был запатентован в 1962 году и одобрен для медицинского применения в 1964 году. Он включен в Список основных лекарственных средств Всемирной организации здравоохранения, наиболее эффективных и безопасных лекарственных средств, необходимых в системе здравоохранения. Пропранолол выпускается как универсальное лекарство. Оптовые затраты в развивающихся странах по состоянию на 2014 год составляют от 0,24 до 2,16 долл. США в месяц. В Соединенных Штатах это стоит около 15 долларов в месяц в типичной дозе. В 2016 году это было 43-е место по количеству назначаемых лекарств в США с более чем 18 миллионами рецептов.

## Применение в медицине
Пропранолол используется для лечения различных состояний. К ним относятся как сердечно-сосудистые, так и психические расстройства.

### Сердечно-сосудистые
- Повышенное артериальное давление
- Стенокардия
- Инфаркт миокарда
- Тахикардия (и другие симптомы симпатической нервной системы, такие как мышечный тремор), связанные с различными состояниями, включая тревогу, панику, гипертиреоз и терапию литием
- Портальная гипертензия, чтобы снизить давление воротной вены
- Профилактика варикозного расширения вен пищевода и асцит
- Гипертрофическая кардиомиопатия

Будучи когда-то лечением от гипертонии первой линии, роль бета-блокаторов была понижена в июне 2006 года в Соединенном Королевстве до четвёртой линии, поскольку они не так эффективны, как другие препараты, особенно у пожилых людей, и растет число доказательств того, что наиболее часто используемые бета-блокаторы в обычных дозах несут неприемлемый риск провоцирования диабета 2 типа.
Пропранолол не рекомендуется для лечения повышенного кровяного давления Восьмым объединённым национальным комитетом (JNC 8), поскольку в одном исследовании была отмечена более высокая частота первичного сложного исхода сердечно-сосудистой смерти, инфаркта миокарда или инсульта по сравнению с блокатором рецепторов ангиотензина.

### Психические расстройства
Пропранолол иногда используется для лечения тревожности, однако доказательства, подтверждающие его эффективность при тревожных расстройствах, недостаточны. Некоторые эксперименты были проведены в других психиатрических областях:
- Посттравматическое стрессовое расстройство (ПТСР) и специфические фобии
- Агрессивное поведение пациентов с повреждениями головного мозга
- Лечение чрезмерного употребления жидкости при психогенной полидипсии

При назначении пропранолола пациентам с психическими расстройствами следует учитывать, что этот препарат может вызывать или усиливать депрессию.

#### ПТСР и фобии
Пропранолол исследуется в качестве потенциального лечения ПТСР. Пропранолол препятствует действию норэпинефрина, нейротрансмиттера, который усиливает консолидацию памяти. В одном небольшом исследовании пациенты, получавшие пропранолол сразу после травмы, испытывали меньше симптомов, связанных со стрессом, и более низкие показатели ПТСР, чем соответствующие контрольные группы, которые не получали препарат. В связи с тем, что воспоминания и их эмоциональное содержание восстанавливаются в течение нескольких часов после того, как они вызваны/испытаны повторно, пропранолол может также уменьшить эмоциональное воздействие уже сформированных воспоминаний; по этой причине он также изучается при лечении определённых фобий, таких как арахнофобия, стоматологический страх и социальная фобия.
Были подняты этические и правовые вопросы, связанные с использованием препаратов на основе пропранолола для использования в качестве «демпфера памяти», в том числе: изменение воспоминаний в ходе расследования, изменение поведенческого ответа на прошлые (хотя и травмирующие) переживания, регулирование этих лекарств и др. Однако Холл и Картер утверждают, что многие такие возражения "основаны на дико преувеличенных и нереалистичных сценариях, которые игнорируют ограниченное действие пропранолола при воздействии на память, недооценивают изнурительное воздействие ПТСР на тех, кто страдает от него, и не признают степень, в которой средства, такие как алкоголь, уже используются для этой цели.

### Перспективы применения в онкологии
В 2017 году в рамках научной тенденции изучения противоопухолевой активности препаратов, разработанных для лечения не онкологических заболеваний, было проведено исследование применения пропранолола при лечении ангиосаркомы. Исследование показало, что сочетание пропранолола с основанной на винбластине метрономной терапией показало 100% ответ у 7 больных[значимость факта?][малая выборка!] с неоперабельной ангиосаркомой. Впоследствии это исследование было неоднократно процитировано в медицинских научных статьях, и его результаты вызывают большой оптимизм у онкологов .
Также существует исследование применения пропранолола при раннем раке груди с выборкой из 404 женщин со значимыми результатами снижения полиферативной активности опухоли .

## Противопоказания
Препарат противопоказан больным с синусовой брадикардией, неполной или полной атриовентрикулярной блокадой, при выраженной право- и левожелудочковой сердечной недостаточности, при бронхиальной астме и склонности к бронхиолоспазмам, сахарном диабете с кетоацидозом, беременности, нарушениях периферического артериального кровотока.

## Побочное действие
При применении анаприлина возможны побочные явления в виде тошноты, рвоты, диареи, брадикардии, общей слабости, головокружений; иногда наблюдаются аллергические реакции (кожный зуд), бронхиолоспазм. Возможны явления депрессии.
В связи с блокадой β2-адренорецепторов периферических сосудов возможно развитие синдрома Рейно.
При длительном применении препарата необходимо особенно тщательно следить за функцией сердечно-сосудистой системы, общим состоянием больного. Умеренная брадикардия, возникающая в процессе лечения, не является показанием к отмене препарата, при сильной брадикардии уменьшают дозу.

## Передозировка
При передозировке анаприлина (и других β-адреноблокаторов) и стойкой брадикардии вводят внутривенно (медленно) раствор атропина (1—2 мг) и β-адреностимулятор — изадрин (25 мг) или орципреналин (0,5 мг).

## Взаимодействие с другими лекарственными средствами
Гипотензивное действие анаприлина усиливается при его сочетании с гипотиазидом, резерпином, апрессином и другими гипотензивными препаратами.
При одновременном приеме симпатолитиков, ингибиторов моноаминоксидазы, анестезирующих средств повышается гипотензивное действие анаприлина. При приеме нестероидных противовоспалительных, глюкокортикостероидов и эстрогенов снижается его действие. Анаприлин продлевает антикоагулянный эффект кумаринов, замедляет выведение лидокаина, продлевает действие недеполяризирующих миорелаксантов и замедляет выведение эуфиллина, повышая его концентрацию в крови.
Имеются данные о применении при гипертонической болезни (средней тяжести и при тяжёлых формах) анаприлина в сочетании с a-адреноблокатором фентоламином.

## Фармакодинамика
Ослабляя влияние симпатической импульсации на β-адренорецепторы в сердце, пропранолол уменьшает силу и частоту сердечных сокращений, блокирует положительный хроно- и инотропный эффект катехоламинов. Уменьшает сократительную способность миокарда и величину сердечного выброса. Урежает сердечные сокращения, потенцирует действие тиреостатических средств. Потребность миокарда в кислороде снижается.
Артериальное давление под влиянием пропранолола понижается. Тонус бронхов в связи с блокадой β2-адренорецепторов повышается. При синусовой тахикардии обычно наблюдается нормализация ритма, в том числе в случае резистентности к сердечным гликозидам. Препарат способствует переходу тахиаритмической формы мерцательной аритмии в брадиаритмическую и исчезновению перебоев и сердцебиений.
Препарат усиливает спонтанное и вызванные утеротоническими средствами сокращения матки. Уменьшает кровотечение при родах и в послеоперационном периоде.
Снижает внутриглазное давление и уменьшает секрецию водянистой влаги.

## Фармакокинетика
Быстро всасывается при приёме внутрь и относительно быстро выводится из организма. Пик концентрации в плазме наблюдается через 1—1,5 ч после приёма. Препарат проникает через плацентарный барьер.

## Показания к применению
- Ишемическая болезнь сердца
- Нарушения сердечного ритма
- Некоторые формы гипертонической болезни
- Синусовая и пароксизмальная тахикардия
- Экстрасистолия
- Мерцание и трепетание предсердий
- Пролапс митрального клапана

Для снижения внутриглазного давления при открытоугольной глаукоме применяют анаприлин в виде глазных капель.
Применяют при резистентности к другим лекарственным средствам, при наличии сопутствующих аритмий, а также артериальной гипертензии.
Рекомендуется также применение анаприлина при симпатико-адреналовых кризах у больных с диэнцефальным синдромом, а также для профилактики приступов мигрени.
Имеются данные об эффективности препарата также при почечной гипертензии.
Профилактика послеродовых осложнений, связанных с нарушениями сократительной способности матки.
Пропранолол назначают для родовспоможения при первичной слабости родовой деятельности.
Пропранолол также применяют для лечения эссенциального тремора. Препарат помогает улучшить состояния больных в 50-80 % случаях.
Также используется для лечения гемангиом у новорожденных.

## Способ применения и дозы
Назначают анаприлин внутрь (независимо от времени приёма пищи). Обычно начинают у взрослых с дозы 20 мг (0,02 г) 3—4 раза в день. [По имеющимся данным, приём препарата 3—4 раза в сутки обеспечивает более стабильный эффект, чем деление суточной дозы на 2 приёма.] При недостаточном эффекте и хорошей переносимости постепенно повышают дозу на 40—80 мг в сутки (с промежутками 3—4 дня) до общей дозы 320—480 мг в сутки (в отдельных случаях до 640 мг) с назначением равными дозами в 3—4 приёма.
При гипертонической болезни анаприлин назначают преимущественно в начальных стадиях заболевания. Препарат наиболее эффективен у больных молодого возраста (до 40 лет) с гипердинамическим типом кровообращения и при повышенном содержании ренина.
При стимулировании родовой деятельности — в дозе 20 мг 4—6 раз с промежутками 30 мин (80—120 мг в сутки). В случае гипоксии плода дозу уменьшают. Для профилактики послеродовых осложнений назначают по 20 мг 3 раза в сутки в течение 3—5 дней.
Разработана инъекционная форма анаприлина — 0,25 % раствор в ампулах по 1 мл (2,5 мг в ампуле). Применяют внутривенно для купирования нарушений сердечного ритма и приступов стенокардии. Обычно вводят сначала 1 мг, затем в зависимости от эффекта и переносимости увеличивают дозу до 5—10 мг. Вводят медленно.

## Особые указания и ограничения к применению
У больных сахарным диабетом лечение должно проводиться под контролем содержания глюкозы в крови.
Нежелательно назначать пропанолол при спастическом колите.
У больных феохромоцитомой следует предварительно и одновременно с пропанололом применять α-адренолитики (см. Тропафен).
Прекращать применение анаприлина (и других β-адреноблокаторов) при ишемической болезни сердца следует постепенно. При внезапной отмене препарата возможны усугубление ангинозного синдрома и явлений ишемии миокарда, ухудшение толерантности к физической нагрузке, бронхиолоспазм, а также изменение реологических свойств крови (увеличение агрегационной способности эритроцитов) и другие побочные явления.
Длительное применение у больных ишемической болезнью сердца необходимо сочетать с назначением сердечных гликозидов.

## История
Британский ученый Джеймс В. Блэк разработал пропранолол в 1960-х годах. В 1988 году он был удостоен Нобелевской премии по медицине за это открытие. Синтез пропранолола был стимулирован синтезом ранних β-адренергических антагонистов — дихлоризопреналина и пронеталола. Ключевым отличием, которое было использовано по существу при синтезе всех последующих бета-блокаторов, было включение оксиметиленовой группы (-O-CH2-) между арильной и этаноламиновой частями молекулы пронеталола, что значительно увеличивает активность соединения. Это также, по-видимому, устранило канцерогенность, обнаруженную у пронеталола в опытах на животных.
Новые, более кардиоселективные бета-блокаторы (такие как бисопролол, небиволол, карведилол или метопролол) теперь используются для лечения гипертонии.

## Общество и культура
В исследовании, проведенном в 1987 году Международной конференцией симфонических и оперных музыкантов, было показано, что 27 % опрошенных участников признались, что использовали бета-блокаторы, такие как пропранолол, для музыкальных выступлений. Примерно у 10-16 % исполнителей степень их боязни сцены считается патологической. Пропранолол используется музыкантами, актёрами и публичными ораторами за его способность лечить симптомы тревоги, вызванные симпатической нервной системой. Он также использовался в качестве препарата для повышения производительности в спорте, где требуется высокая точность, включая стрельбу из лука, стрельбу, гольф и снукер. На летних Олимпийских играх 2008 года серебряный призёр 50-метрового пистолета и бронзовый призёр 10-метрового пневматического пистолета Ким Чен Су в тестах на допинг показал положительный результат на пропранолол и был лишен медалей.